# Liste der Monuments historiques in Fromeréville-les-Vallons
Die Liste der Monuments historiques in Fromeréville-les-Vallons führt die Monuments historiques in der französischen Gemeinde Fromeréville-les-Vallons auf.

## Liste der Objekte
| Bezeichnung               | Beschreibung                                                              | Standort                      | Kennzeichnung | Schutzstatus | Datum | Bild |
| ------------------------- | ------------------------------------------------------------------------- | ----------------------------- | ------------- | ------------ | ----- | ---- |
| Trieur                    | Manteltrieur, um 1900 gebaut                                              | in der Mairie (Lage)          | PM55002658    | Inscrit      | 2007  |      |
| Skulptur Madonna mit Kind | Stein, um 1400                                                            | in der Kirche St-Alban (Lage) | PM55000253    | Classé       | 1982  |      |
| Zwei Glocken              | Bronze, 1809 gegossen                                                     | in der Kirche St-Alban (Lage) | PM55002562    | Inscrit      | 2005  |      |
| Kreuzweg                  | 14 Gemälde; Ölfarbe auf Leinwand, Holzrahmen, um 1935, von Lucien Lantier | in der Kirche St-Alban (Lage) | PM55002686    | Inscrit      | 2010  |      |